# Saint-Pol-sur-Mer
 Saint-Pol-sur-Mer  (en neerlandés Sint-Pols-aan-Zee) es una población y comuna francesa, en la región de Norte-Paso de Calais, departamento de Norte, en el distrito de Dunkerque y cantón de Dunkerque-Ouest.
Creada en 1877 a partir de Petite-Synthe, la cual quedó incorporada a Dunkerque en 1972.

## Demografía
| ...                       | ... | ... | ... | ... | ... | ... | ... | ... | ... | ... | ... | ... | ... | 4 406 | 5 200 | 6 312 | 7 492 | 9 031 | 9 799 | 10 258 | 10 492 | 11 658 | 12 422 | 12 729 | 10 369 | 14 071 | 18 686 | 19 084 | 20 867 | 23 055 | 23 832 | 23 337 | 22 300 | 22 038 |
| (Fuente: Cassini e INSEE) |     |     |     |     |     |     |     |     |     |     |     |     |     |       |       |       |       |       |       |        |        |        |        |        |        |        |        |        |        |        |        |        |        |        |